# Croica
Croica – wieś w Rumunii, w okręgu Mehedinți, w gminie Corcova. W 2011 roku liczyła 181 mieszkańców.